# Тур'є-Полянська сільська рада
Тур'є-Полянська сільська рада — колишній орган місцевого самоврядування у колишньому Перечинському районі Закарпатської області з адміністративним центром у с. Тур'я Поляна. Сільській раді були підпорядковані два села:
- с. Тур'я Поляна
- с. Полянська Гута

Рада складалася з 16 депутатів та голови.

## Керівний склад сільської ради
| ПІБ                     | Основні відомості                                                 | Дата обрання | Дата звільнення |
| ----------------------- | ----------------------------------------------------------------- | ------------ | --------------- |
| Плакош Ольга Омелянівна | Сільський голова, 1967 року народження, освіта, позапартійна      | 26.03.2006   | 31.10.2010      |
| Окогріб Мар'яна Юріївна | Сільський голова, 1969 року народження, освіта вища, позапартійна | 31.10.2010   |                 |

Примітка: таблиця складена за даними джерела

## Населення
Згідно з переписом УРСР 1989 року чисельність наявного населення сільської ради становила 1959 осіб, з яких 944 чоловіки та 1015 жінок.
За переписом населення України 2001 року в сільській раді мешкали 1883 особи.

### Мова
Розподіл населення за рідною мовою за даними перепису 2001 року:
| Мова       | Відсоток |
| ---------- | -------- |
| українська | 99,48 %  |
| російська  | 0,47 %   |
| румунська  | 0,05 %   |